# Israel International 2017
Die Hatzor Israel International 2017 im Badminton fanden vom 25. bis zum 28. Oktober 2017 im Kibbuz Hatzor in der Nähe der Stadt Aschdod statt.

## Sieger und Platzierte
| Disziplin    | Gold                                | Silber                                  | Bronze                             |
| ------------ | ----------------------------------- | --------------------------------------- | ---------------------------------- |
| Herreneinzel | Miha Ivanič                         | Krzysztof Jakowczuk                     | Adrian Dziółko                     |
| Herreneinzel | Miha Ivanič                         | Krzysztof Jakowczuk                     | Mateusz Swierczynski               |
| Dameneinzel  | Anastasiia Semenova                 | Akvilė Stapušaitytė                     | Ksenia Evgenova                    |
| Dameneinzel  | Anastasiia Semenova                 | Akvilė Stapušaitytė                     | Zuzana Pavelková                   |
| Herrendoppel | Alexander Bass Shai Geffen          | Dmitry Dubovenko Andrei Klimenkov       | Ofir Belenki Shoni Schwartzman     |
| Herrendoppel | Alexander Bass Shai Geffen          | Dmitry Dubovenko Andrei Klimenkov       | Stamatis Tsigirdakis Ilias Xanthou |
| Damendoppel  | Ksenia Evgenova Anastasiia Semenova | Eleni Christodoulou Anastasia Zintsidou | Yuval Pugach Shery Rotshtein       |
| Damendoppel  | Ksenia Evgenova Anastasiia Semenova | Eleni Christodoulou Anastasia Zintsidou | Margaret Lurie Lilach Shnaidman    |
| Mixed        | Yonathan Levit Yulia Vasilyeva      | Maciej Ociepa Agnieszka Foryta          | Maxim Grinblat Yuval Pugach        |
| Mixed        | Yonathan Levit Yulia Vasilyeva      | Maciej Ociepa Agnieszka Foryta          | Jaromír Janáček Sabina Milová      |